# Zhang Fei
En aquest nom xinès, el cognom és Zhang.
Zhang Fei (mort el 221 EC) va ser un general militar de Shu Han durant l'era dels Tres Regnes de la història xinesa.

## Biografia

### Inicis de la seva carrera
Zhang originalment hi era un carnisser ric de la Comandància de Zhuo (avui en dia Zhuozhou, Hebei). En el 184, ell i Guan Yu es van unir a les milícies de Liu Bei per ajudar el govern en el sufocament de la Rebel·lió dels Turbants Grocs, que va esclatar cap al final de la Dinastia Han. La seva relació amb Liu i Guan era tan propera que es tractaven com a germans. Des de llavors, Zhang va seguir a Liu seguit en la majoria de les seves primeres gestes.
En el 194, Liu succeí Tao Qian com a governador de la Província de Xu. L'any següent, Liu va dirigir el seu exèrcit per fer front a una força invasora de Yuan Shu, i va deixar Zhang a càrrec de Xiapi, capital de la Província de Xu. Zhang es va barallar-se amb Cao Bao i enfurismat matà a aquest últim. Com Cao havia estat en servei durant molt temps, la seva mort va causar molta agitació dins la comunitat. Alguns dels col·legues de Cao van fer defecció cap a Lü Bu, el qual estava refugiat sota Liu Bei en eixe moment, i Lü aprofitar l'oportunitat per prendre el control de la Província de Xu.
Zhang va poder escapar-hi de Xiapi i es va reunir amb Liu Bei i Guan Yu, però tot seguit ells van ser atacats per les forces combinades de Lü Bu i Yuan Shu, i es van veure obligats a unir-se temporalment a Cao Cao. Zhang va ser nomenat "General de la Casa" (中郎將).
En el 199, Liu Bei va apoderar-se de la Província de Xu que hi erasota el control de Che Zhou, el governador nomenat per Cao Cao després de la batalla de Xiapi. El següent any, Cao n'atacà al Província de Xu i va derrotar a Liu, forçant-lo a refugiar-se sota Yuan Shao. Zhang va seguir Liu a Runan després d'abandonar a Yuan, però ells foren derrotats per Cao Cao novament i buscaren refugi sota Liu Biao, governador de la Província de Jing. Liu Biao va posar Liu Bei a càrrec de Xinye.

### Batalla de Changban
En el 208, després de la mort de Liu Biao, Cao Cao va llançar una campanya cap al sud per atacar la Província de Jing. Liu Bei va abandonar Xinye i dirigí els seus seguidors, incloent tant les seves tropes com els civils, en un èxode cap a Xiakou. L'exèrcit de Cao els va abastar a Changban, Dangyang, després d'empaitar-los per un dia i una nit. Zhang va dirigir 20 genets per actuar com la rereguarda i cobrir l'escapada de Liu. Quan tots ells creuaren el riu, Zhang va ordenar de destruir el pont. Va mantenir la seva posició a la riba contrària i va cridar a l'enemic que s'aproximava, "Sócc Zhang Yide. Veniu i lluiteu amb mi fins a la mort!" Cap s'atreví a acostar-s'hi i Zhang va guanyar temps amb èxit perquè Liu i els seus homes poguessen escapar amb seguretat.